# Ковин, Михаил Андреевич
Ковин Михаил Андреевич (1900—?) — советский военный деятель инженерных войск, полковник (1938).

## Биография
Родился в 1900 году. В РККА служил с 1919 года. Окончил Петроградский военно-инженерный техникум (1921). Член партии РКП(б)/КПСС с 1921 года. Участник Гражданской войны в России. Служил командиром взвода (с апреля 1921 года), помощником командира роты (с ноября 1925 года) 14-го саперного батальона, зав. саперным обучением 133-го стрелкового полка (с января 1926 года), исполнял должность руководителя саперно-маскировочным делом Киевской артиллерийской школы (с января 1927 года). Был начальником отделения подземных сооружений фортификационного факультета и учебной части инженерно-командного факультета Военно-инженерной академии РККА, заместителем начальника Инженерного управления РККА (с июля 1938 года) и управления оборонительного строительства Главного военно-инженерного управления РККА (с июля 1940 года).
Окончил инженерные КУКС (1925) и Военно-инженерную академию РККА. 

### Великая Отечественная война
С начала Великой Отечественной войны М. А. Ковин находился в последней довоенной должности. С января 1942 года был начальником штаба 4-й саперной армии, с февраля — заместитель командующего этой же армии по строительству. В марте-мае 1942 года временно исполнял должность командующего этой саперной армией. С 27 мая 1942 года — начальник инженерных войск Сталинградского военного округа. С сентября 1942 года — начальник 35-го управления оборонительного строительства, сформированного на базе 6-й саперной армии. С ноября этого же года был старшим преподавателем кафедры фортификации Военно-инженерной академии им. В. В. Куйбышева. С января 1943 года — начальник 37-го управления оборонительного строительства, с ноября этого же года — начальник 8-го фронтового управления оборонительного строительства НКО СССР.

### После войны
После войны, в июне 1945 года, Михаил Андреевич Ковин был назначен начальником 9-го отделения (военно-промышленное оборудование) 1-го отдела штаба Советской военной администрации в Германии, однако в должность не вступал. С января 1946 года работал преподавателем кафедры долговременной фортификации Военно-инженерной академии им. В. В. Куйбышева, с ноября 1947 года — заместитель начальника фортификационного факультета по строевой части этой же академии. С августа 1951 года служил начальником отдельного проектного фортификационного бюро инженерных войск Советской Армии. С декабря 1960 года находился в распоряжении начальника инженерных войск Советской Армии. 
С апреля 1961 года М. А. Ковин находился в отставке. С 1978 года — персональный пенсионер союзного значения.
Дата смерти неизвестна.

## Награды
- Был награждён орденом Ленина (21.02.1945), четырьмя орденами Красного Знамени (3.11.1944, 31.05.1945, 15.11.1950), орденом «Знак Почёта» (23.02.1941), а также медалями, среди которых «За оборону Ленинграда», «За оборону Москвы», «XX лет Рабоче-Крестьянской Красной Армии» и «За победу над Германией в Великой Отечественной войне 1941—1945 гг.»[1].